# Década de 1380
Séculos: Século XIII - Século XIV - Século XV
Décadas: 1350 1360 1370 - 1380 - 1390 1400 1410
Anos: 1380 - 1381 - 1382 - 1383 - 1384 - 1385 - 1386 - 1387 - 1388 - 1389